# Tatiana Andreoli
Tatiana Andreoli (ur. 1 stycznia 1999 w Venaria Reale) – włoska łuczniczka, olimpijka z Tokio 2020, wicemistrzyni Europy.

## Wyniki
| Impreza            | Rok  | Miejsce          | Konkurencja   | Pozycja |                      |      |       |               |     |
| ------------------ | ---- | ---------------- | ------------- | ------- | -------------------- | ---- | ----- | ------------- | --- |
| Impreza            | Rok  | Miejsce          | Konkurencja   | Pozycja | Igrzyska olimpijskie | 2020 | Tokio | indywidualnie | 33. |
| drużynowo          | 7.   |                  |               |         | Igrzyska olimpijskie | 2020 | Tokio |               |     |
| Mistrzostwa świata | 2017 | Meksyk           | indywidualnie | 9.      |                      |      |       |               |     |
| Mistrzostwa świata | 2017 | Meksyk           | drużynowo     | 17.     |                      |      |       |               |     |
| Mistrzostwa świata | 2017 | Meksyk           | mikst         | 9.      |                      |      |       |               |     |
| Mistrzostwa świata | 2019 | ’s-Hertogenbosch | indywidualnie | 17.     |                      |      |       |               |     |
| Mistrzostwa świata | 2019 | ’s-Hertogenbosch | drużynowo     | 9.      |                      |      |       |               |     |
| Mistrzostwa Europy | 2018 | Legnica          | indywidualnie | 9.      |                      |      |       |               |     |
| Mistrzostwa Europy | 2018 | Legnica          | drużynowo     | srebro  |                      |      |       |               |     |